# Jungfernsteuer
Die Jungfernsteuer war eine Steuer, die Anfang des 18. Jahrhunderts in Berlin erhoben wurde. Unverheiratete Frauen von 20 bis 40 Jahren mussten im Monat zwei Groschen Jungfernsteuer entrichten. Ziel der Steuer war es, wie heutzutage etwa in Form von Entlastungen für Ehepaare, Nachwuchs zu fördern.
Diese Steuer ging zurück auf Johann Kasimir Kolbe von Wartenberg, der von 1699 bis 1711 Premierminister von Preußen war und viel Phantasie bei der Erfindung neuer Steuerarten bewies.